# Esteban Guerrieri
Esteban Guerrieri (Mataderos, Ciudad de Buenos Aires, 19 de enero de 1985) es un piloto de automovilismo argentino. Desarrolló su carrera deportiva compitiendo a nivel nacional e internacional. Fue campeón argentino de Fórmula Renault en el año 2000, pasándose luego a competir en Europa, donde se coronó campeón en el año 2003 de la Eurocopa de Fórmula Renault 2.0. Compitió también y en forma sucesiva en las categorías, Fórmula 3000 Internacional, Fórmula 3 Euroseries, Fórmula Renault 3.5 Series y Superleague Fórmula.
En los años 2011 y 2012, Guerrieri conseguiría ingresar a los Estados Unidos, donde incursionaría en la categoría Indy Lights, segunda divisional de la IndyCar Series, donde obtuvo el subcampeonato de manera consecutiva en esos dos años. Tras estas incursiones, regresó a su país en 2013 para competir en turismos. Allí, compitió en Turismo Carretera, Top Race y Súper TC2000. En esta última fue piloto oficial de Toyota y Citroën.
En 2017 retornó a Europa, donde ha competido en campeonatos de turismos principalmente de la mano de Honda, como el WTCR, donde es el piloto con más victorias (10). En 2023, fue piloto de Vanwall en la clase principal del Campeonato Mundial de Resistencia, conduciendo un Le Mans Hypercar.

## Carrera deportiva

### Inicios
Tras iniciarse en el automovilismo corriendo en karting, Guerrieri logra el campeonato de Fórmula Renault Argentina en el año 2000, dando el salto a Europa donde participa en diferentes competiciones de Fórmula Renault, ganando el Masters de Fórmula Renault 2000 en el año 2003 con 124 puntos y tres victorias en ocho carreras.

### Fórmula 3000
Su único año en la categoría fue en el 2004, con el equipo BCN Competición. Logra una gran performance en esa temporada, donde finaliza en séptimo lugar empatado en 28 puntos con su compatriota y también novato José María López. 

### Fórmula 3 Euroseries
A pesar de sus resultados en la Fórmula 3000, su equipo no renueva contrato con él para el año 2005 por lo que Guerrieri participa dos temporadas en la Fórmula 3 Euroseries, con Manor Motorsport. En 2006 consigue un cuarto puesto, con 58 puntos, dos victorias y 2 pole positions.

### Fórmula Renault 3.5 Series y Superleague Fórmula

#### 2008
Compite en la Fórmula Renault 3.5 Series, con el equipo Ultimate Signature fruto de una alianza entre el Ultimate Motorsport y el equipo Signature, en esta competencia el propietario de Ultimate Motorsport -Barry Walsh- espera que Esteban demuestre su potencial para regresar a la Fórmula 1 luego de los ensayos realizados en 2004 para el equipo Jordan Grand Prix, finalmente se confirmó que Esteban realizará a fin de año unos test con el equipo Toro Rosso. Dando mayor entusiasmo el triunfo obtenido en el cierre del torneo de la Fórmula Renault en el trazado de Montmeló. Finalmente pierde su asiento en Ultimate por falta de patrocinadores.

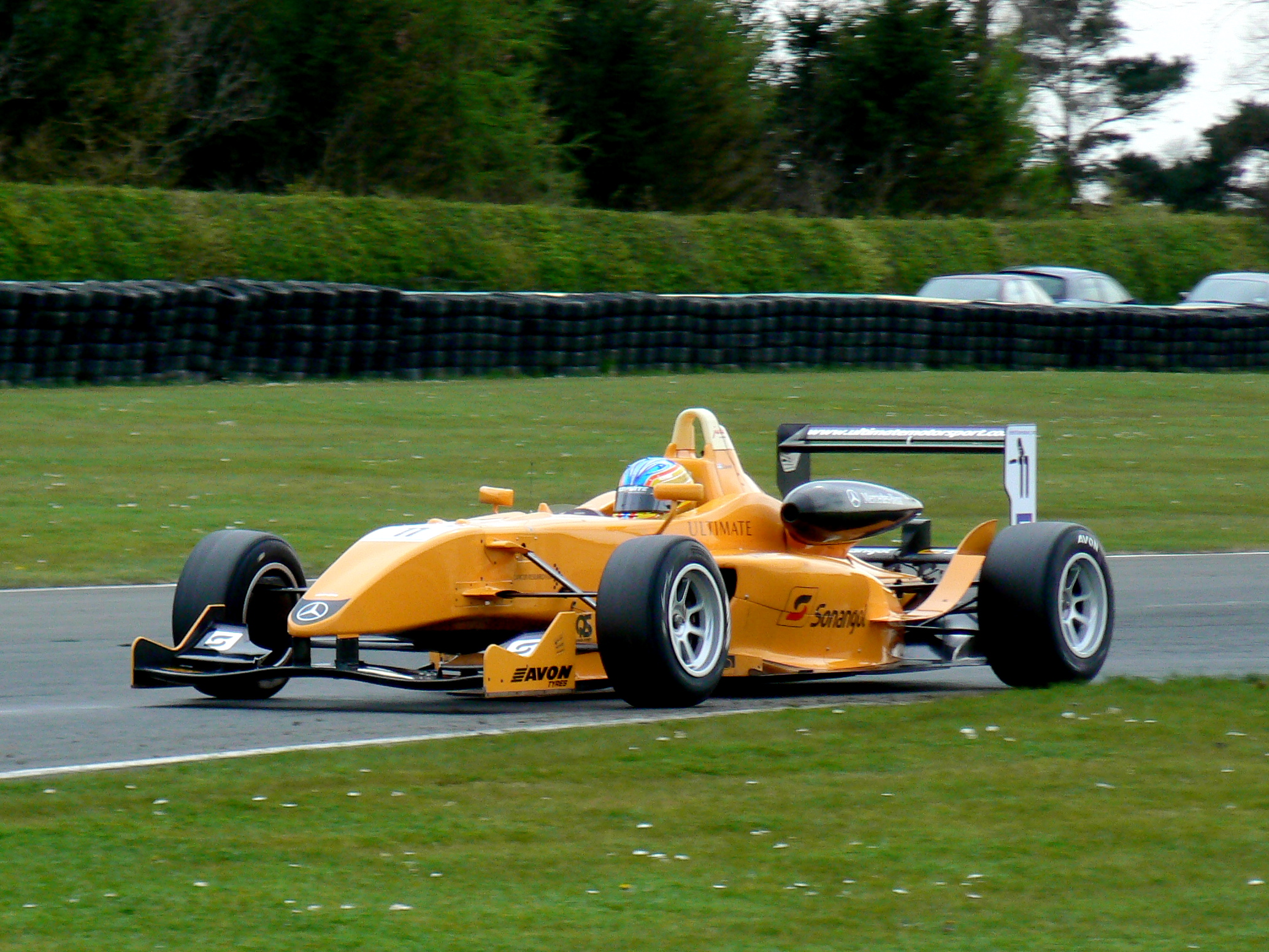
Guerrieri manejando para Ultimate Motorsport en el Circuito de Croft, en la temporada 2008 de la Fórmula 3 Británica.

#### 2009
En 2009, Esteban se suma a la Superleague Formula, categoría en la que equipos de fútbol patrocinan a los monoplazas. Con la ayuda de Ultimate Motorsport, Guerrieri conduce los coches de Al Ain FC y Sevilla FC. En su segunda carrera, consigue una victoria en el circuito belga de Zolder. Finalmente, cierra la temporada con el equipo griego Olympiacos, con quién ingresa a las fases finales de la competición, con una victoria en el circuito portugués de Estoril, una pole y un segundo lugar en Monza como lo más resonante.
Por otra parte, es fichado por el equipo RC Motorsport para que compita en las últimas dos citas de la Fórmula Renault. Finalizó en el quinto y cuarto puesto en ambas citas. Finalizado ese año, Igor Salaquarda compra el equipo cambiando el nombre a ISR Racing.

#### 2010

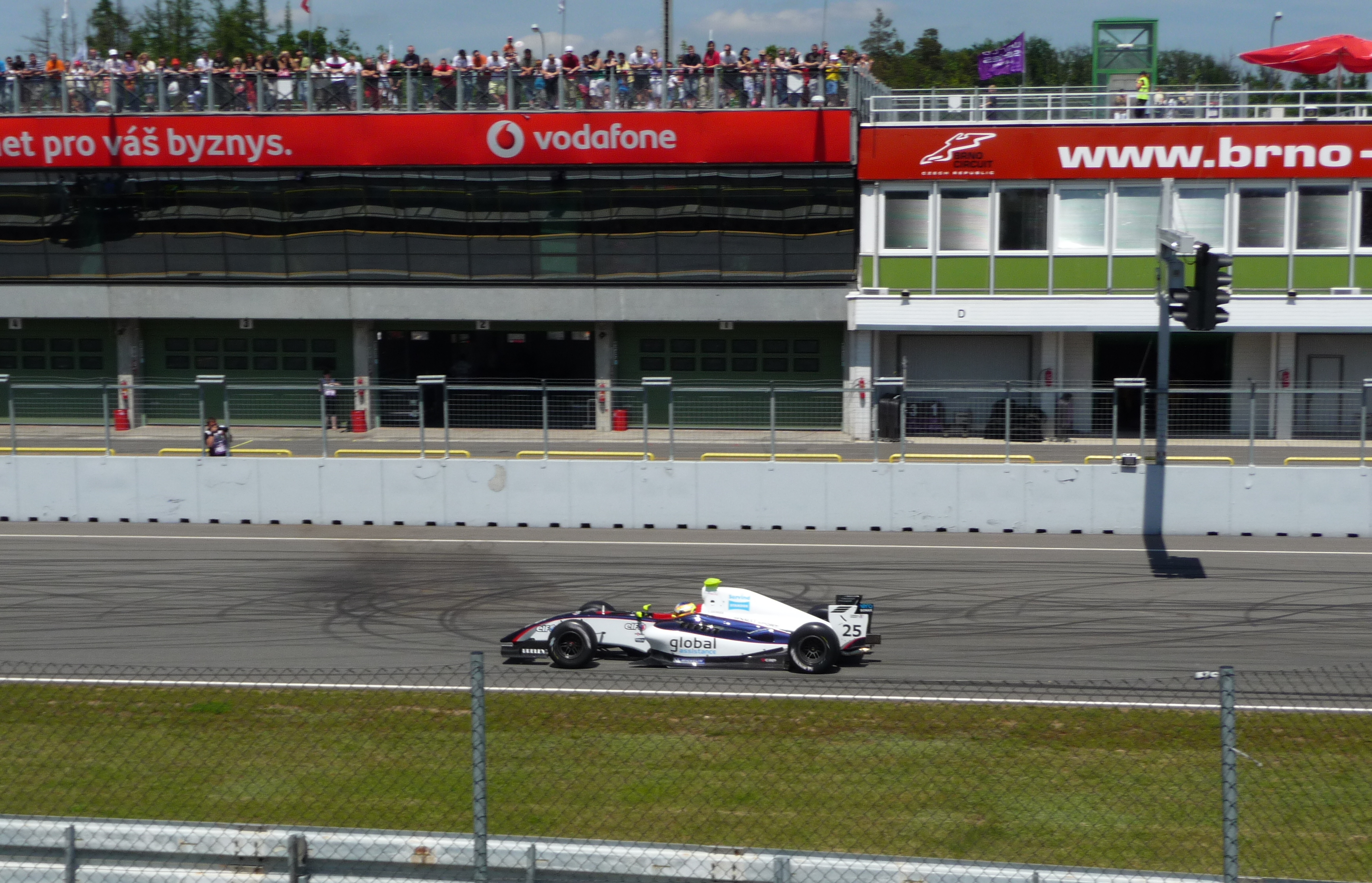
Guerrieri en Brno 2010, donde obtuvo la victoria.

Debido al buen resultado con el equipo RC Motorsport y la buena relación que tuvo durante dicho fin de semana con Igor Salaquarda, dueño del equipo, Guerrieri fue invitado por él a correr las 2 primeras carreras de la Fórmula Renault 3.5 de 2010. Además de ser el piloto del equipo, ejerce la función de driver coach con el piloto Filip Salaquarda, hijo del dueño de la escuadra.
A pesar de tener problemas en las primeras carreras en Aragón, consigue una grandiosa victoria en Spa-Francorchamps bajo la lluvia tras partir 12º. Por falta de presupuesto esa misma semana es remplazado por el piloto americano Alexander Rossi para competir en la carrera de Mónaco. Luego consigue las victorias en Brno (ambas carreras), Hockenheim, Silverstone y Cataluña; y dos segundos puestos en Magny Cours y Hockenheimring. Por tanto, fue el piloto más ganador de la temporada y quedó en el tercera posición del campeonato, pese a no haber corrido en Hungría y Mónaco.

### Auto GP
También en 2010, Guerrieri fue invitado para correr en Magny Cours por el Charouz-Gravity Racing, En su primera experiencia con el auto, marcó el segundo mejor tiempo en clasificación, y terminó sexto y quinto en sus respectivas carreras.

### Indy Lights
Para principios de 2010, luego de truncarse sus posibilidades en Fórmula 1 y de no conseguir presupuesto económico para fichar por un buen equipo de GP2 Series intentó dejar Europa para competir en Estados Unidos, más concretamente en la Indy Lights, telonera de la IndyCar.
En 2011 obtuvo tres victorias y tres segundos puestos, por lo que resultó subcampeón por detrás de Josef Newgarden. En 2012 logró tres victorias, un segundo puesto y cinco terceros, de manera que repitió el segundo puesto de campeonato, esta vez frente a Tristan Vautier.
A pesar de hacer unas excelentes pruebas con los equipos de Sam Schmidt y Bryan Herta en el circuito de Phoenix, nuevamente el problema presupuestario lo deja sin opciones de competir.

### Vuelta a Argentina y WTCC
En paralelo a su carrera en Europa, en 2009 participó en la Copa Endurance Series del TC 2000 junto a Néstor Girolami para el equipo Renault Lo Jack. En 2010, compitió en los 200 km de Buenos Aires junto a Mariano Werner para el Toyota Team Argentina, culminando terceros. Al año siguiente, el duo repitió participación, logrando en esta ocasión la victoria.

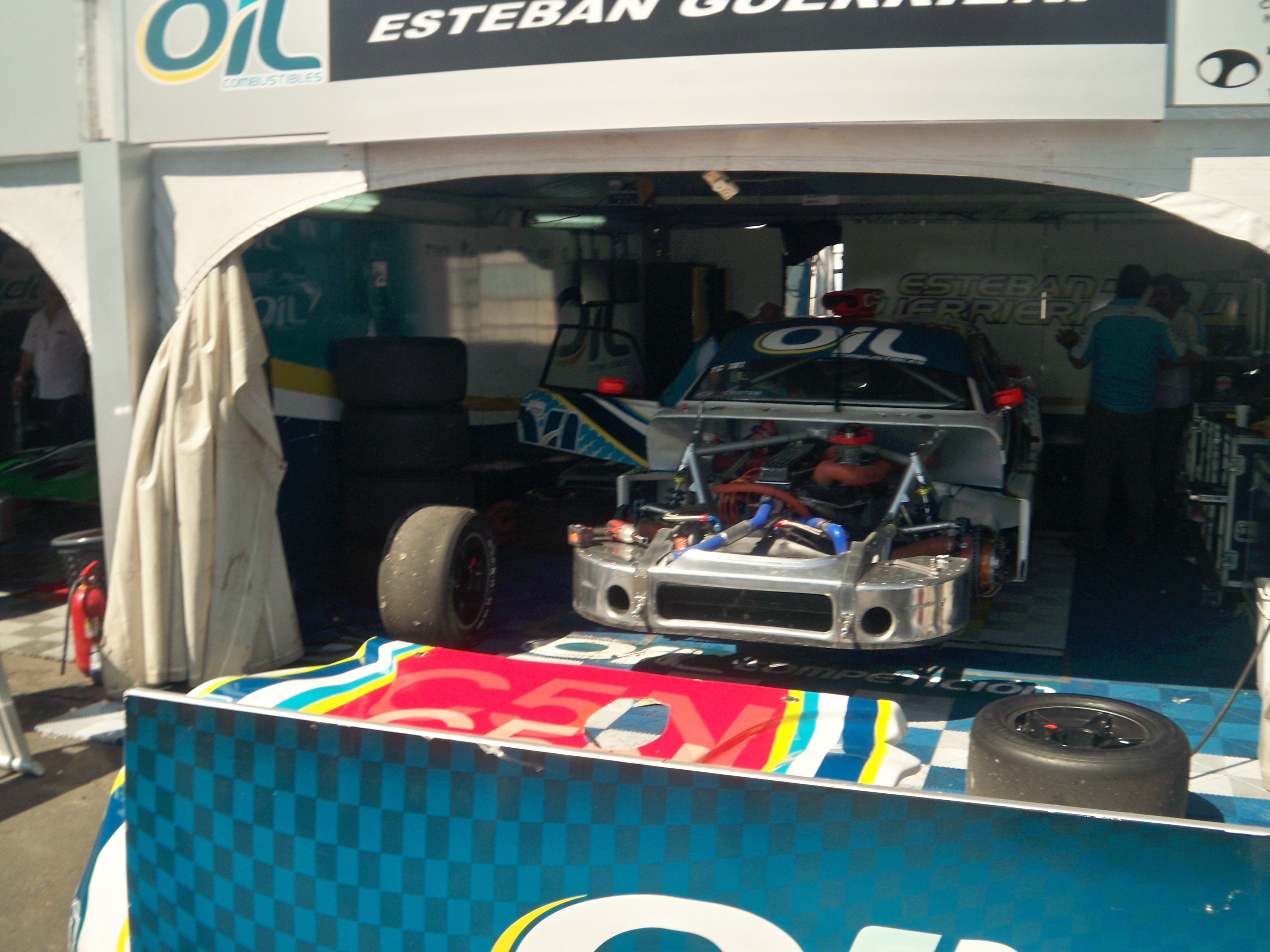
Dodge de Esteban de TC, en el box del Oil Competición en 2013.

Debido a sus problemas económicos, Guerrieri no continuó su carrera deportiva internacional, regresó a competir a su país natal en 2013. Debutó en el Turismo Carretera, en el equipo Oil Competición con una Dodge, finalizando 32.º. En tanto, fue sexto en la etapa de invierno del Top Race con su Ford Mondeo III del Midas Racing Team, pero acabó penúltimo en la final y 16º en la tabla general.
Guerrieri se incorporó al equipo oficial Toyota en la temporada 2014 del Súper TC2000. Obtuvo un tercer puesto en Potrero de los Funes como mejor resultado. Siguió en el equipo dos años más, logrando victorias en San Luis 2015 y San Juan 2016. Por otra parte, en la temporada 2016 fue convocado para participar de la competencia por relevo de los 500 km de Olavarría del Turismo Carretera, donde compitió como invitado del piloto Matías Rossi, alcanzando finalmente la victoria en esta competencia. Tal distinción, le valió a Guerrieri el ingreso al historial de pilotos ganadores del Turismo Carretera como su 206.º miembro, más allá de haber obtenido su primera victoria en la categoría como piloto invitado.
En 2017, Guerrieri disputó su última temporada completa en Súper TC2000, en el equipo Citroën Total Racing, en la cual logró un triunfo en Termas de Río Hondo. Al año siguiente, disputó los 200 km de Buenos Aires en el retorno de Honda al STC2000.

### WTCC y TCR
El 6 de agosto de 2016 debutó junto a Campos Racing en el Campeonato Mundial de Turismos (WTCC) en Termas de Río Hondo, donde había conseguido la mejor vuelta clasificaría, pero por un error que cometió lo debieron relegar. Resultó sexto en la segunda carrera.

Al año siguiente fue llamado por Campos para competir en WTCC con un Chevrolet RML Cruze, al menos en el inicio de la temporada. Ganó la primera carrera del Mundial de Turismos, en Marruecos, y en la primera carrera de China. Desde la fecha de Japón hasta el final de temporada, fue llamado por el equipo oficial Honda, en sustitución de lesionado Tiago Monteiro. Ganó nuevamente en Catar, para cerrar una temporada con tres triunfos en el cuarto puesto del mundial.

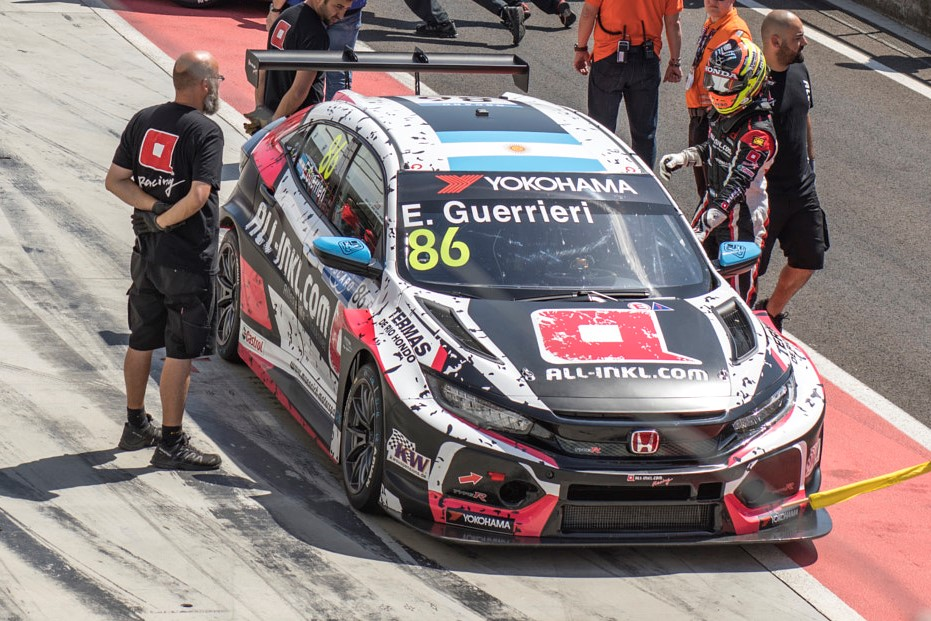
Esteban Guerrieri en Hungaroring, compitiendo en WTCR 2018.

En 2018, continuó su afiliación como piloto de Honda, por lo cual abandonó el automovilismo de Argentina, para correr en WTCR con el equipo Münnich Motorsport, junto a sus compañeros Yann Ehrlacher, James Thompson y Timo Scheider. Terminó 3º con dos victorias.
Continuó en la Copa Mundial en 2019, dentro de la misma estructura pero con Néstor Girolami cono nuevo coequiper. Ganó cuatro carreras a lo largo de la temporada y subió a otros seis podios. Fue el líder del campeonato en la parte inicial del torneo. Finalmente perdió el título ante el húngaro Norbert Michelisz, de Hyundai, por 12 puntos.
Al año siguiente, volvió a ganar cuatro carreras y llegó segundo a la carrera definitoria. Tras su abandono en la segunda carrera, el título fue para Yann Ehrlacher (Lynk & Co), y luego de tampoco sumar puntos en la tercera carrera, el argentino cayó al cuarto puesto del clasificador final.
A pesar de no ganar en ninguna de las dos temporadas siguientes, en las que fue sexto y séptimo respectivamente, Guerrieri es el máximo ganador del WTCR (2018-2022), con diez victorias. Por otro lado, el argentino ha competido en algunas carreras del TCR South America, ganando en dos ocasiones: la carrera con cambio de piloto de Termas de Río Hondo 2022 y la segunda carrera de El Pinar 2023.
Tras no competir a tiempo completo en la temporada 2023 de TCR World Tour, el sucesor del WTCR, volvió a la familia Honda para competir con la escudería española GOAT Racing. Nuevamente, llegó segundo a la última ronda con chances de ser campeón, y nuevamente cayó al cuarto puesto final en el campeonato, tras un abandono en la primera carrera.

### WEC

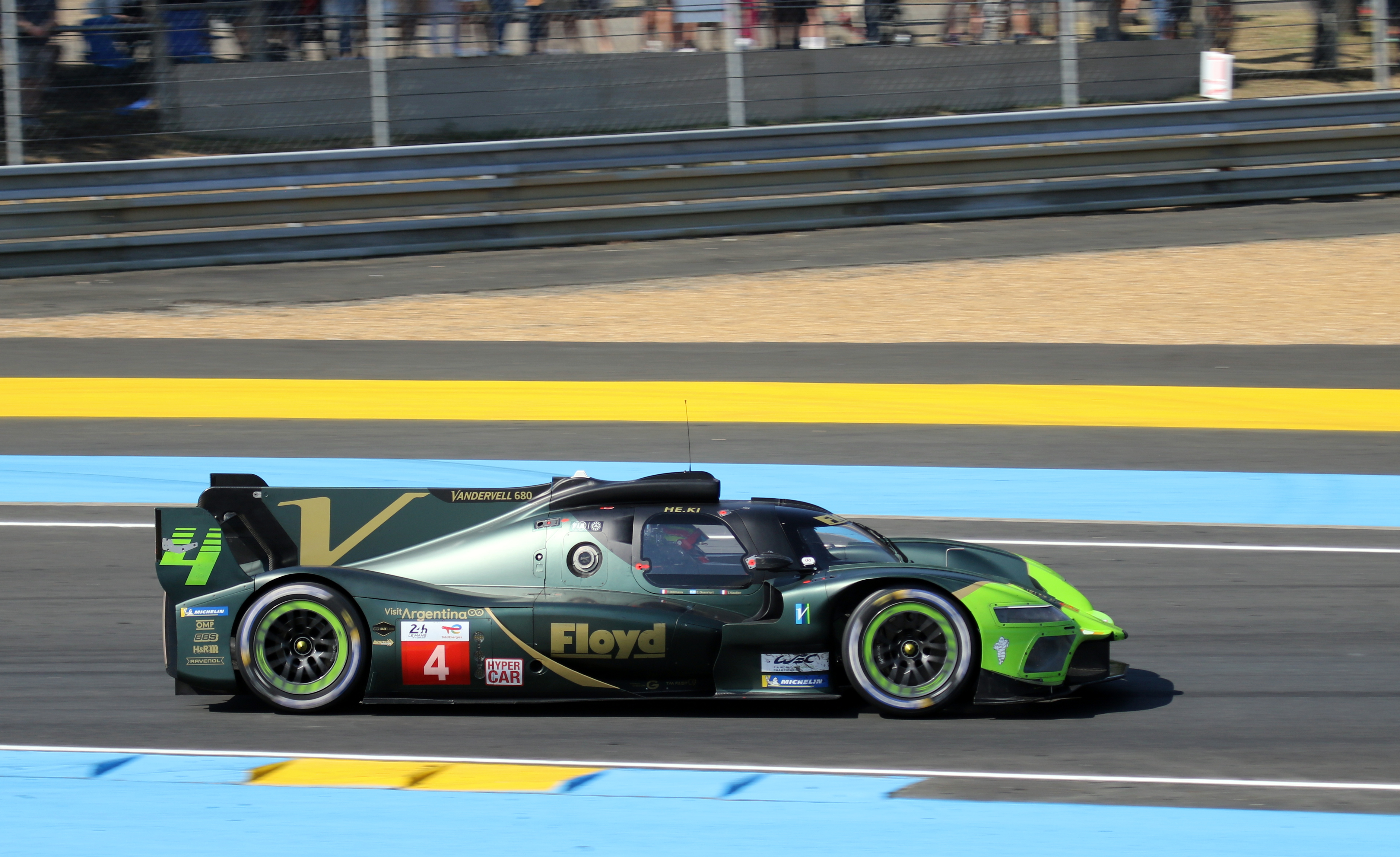
Vanwall Vandervell 680 conducido por Guerrieri en las 24 Horas de Le Mans 2023.

En 2023, Guerrieri cambió los turismos por la resistencia y se unió al Floyd Vanwall Racing Team del Campeonato Mundial de Resistencia de la FIA, equipo que debutaba en la clase Hypercar. Sus compañeros fueron inicialmente Tom Dillmann y Jacques Villeneuve.
El equipo se estrenó con un octavo puesto en Sebring, pero sufrieron de constantes problemas a lo largo del resto de la temporada, siendo Guerrieri el único piloto en permanecer en el equipo toda la temporada. En las 24 Horas de Le Mans, el motor del coche falló y provocó el abandono en la vuelta 165. Finalmente, el proyecto fue cerrado al finalizar la temporada.

### Otras competencias
En 2018, Guerrieri corrió para Castrol Honda Racing, a bordo de un Acura NSX GT3 desarrollado por el equipo JAS Motorsport, junto a Bertrand Baguette, Riccardo Patrese y Loic Depailler, en una carrera del Blancpain GT Series Endurance Cup. Ese año también participó en una ronda del ADAC GT Masters con un NSX del Schubert Motorsport y debutó en Stock Car Brasil.
En 2020, ganó las 24 Horas de Nürburgring, en la clase TCR, junto a Tiago Monteiro, Markus Oëstreich y Dominik Fugel.

## Resumen de carrera
| Temporada | Categoría                                              | Equipo                                              | Carreras | Victorias | Poles | VR | Podios | Puntos | Pos.  |
| --------- | ------------------------------------------------------ | --------------------------------------------------- | -------- | --------- | ----- | -- | ------ | ------ | ----- |
| 2000      | Fórmula Renault Argentina                              | -                                                   | 12       | 2         | 3     | 1  | 6      | 115    | 1.º   |
| 2001      | Eurocopa de Fórmula Renault 2000                       | Lucidi Motorsport                                   | 10       | 0         | 0     | 0  | 1      | 54     | 10.º  |
| 2002      | Fórmula Renault 2000 Alemania                          | Jenzer Motorsport                                   | 14       | 4         | 1     | 0  | 6      | 222    | 3.º   |
| 2002      | Eurocopa de Fórmula Renault 2000                       | Jenzer Motorsport                                   | 2        | 0         | 0     | 0  | 0      | 2      | 27.º  |
| 2003      | Fórmula Renault 2.0 Italiana                           | Cram Competition                                    | 12       | 4         | 2     | 0  | 7      | 217    | 2.º   |
| 2003      | Fórmula Renault 2000 Masters                           | Cram Competition                                    | 8        | 3         | 2     | 3  | 4      | 124    | 1.º   |
| 2003      | Fórmula Renault 2.0 Alemania                           | Cram Competition                                    | 2        | 0         | 0     | 0  | 0      | 30     | 25.º  |
| 2004      | Fórmula 3000 Internacional                             | BCN Competición                                     | 10       | 0         | 0     | 0  | 1      | 28     | 7.º   |
| 2004      | Eurocopa de Fórmula Renault V6                         | Cram Competition                                    | 2        | 0         | 0     | 0  | 0      | 2      | 26.º  |
| 2005      | Fórmula 3 Euroseries                                   | Team Midland Euroseries                             | 20       | 0         | 0     | 1  | 0      | 12     | 16.º  |
| 2005      | Masters de Fórmula 3                                   | Team Midland Euroseries                             | 1        | 0         | 0     | 0  | 0      | N/A    | NC    |
| 2006      | Fórmula 3 Euroseries                                   | Manor Motorsport                                    | 19       | 2         | 2     | 1  | 6      | 58     | 4.º   |
| 2006      | Masters de Fórmula 3                                   | Manor Motorsport                                    | 1        | 0         | 0     | 0  | 0      | N/A    | 21.º  |
| 2007      | Fórmula 3 Británica                                    | Ultimate Motorsport                                 | 22       | 0         | 0     | 0  | 0      | 46     | 13.º  |
| 2007      | Fórmula 3 Euroseries                                   | Ultimate Motorsport                                 | 2        | 0         | 0     | 0  | 0      | 0      | NC    |
| 2007      | Masters de Fórmula 3                                   | Ultimate Motorsport                                 | 1        | 0         | 0     | 0  | 0      | 0      | 18.º  |
| 2007      | Fórmula Renault 3.5 Series                             | Fortec Motorsport                                   | 2        | 0         | 0     | 0  | 0      | 0      | NC    |
| 2007      | Macau Grand Prix                                       | Signature Plus                                      | 1        | 0         | 0     | 0  | 0      | N/A    | 15.º  |
| 2008      | Fórmula Renault 3.5 Series                             | Ultimate Signature                                  | 12       | 1         | 2     | 0  | 2      | 62     | 8.º   |
| 2008      | Fórmula 3 Británica                                    | Ultimate Motorsport                                 | 8        | 0         | 0     | 2  | 2      | 63     | 12.º  |
| 2009      | Superleague Fórmula                                    | Al Ain FC                                           | 2        | 1         | 0     | 0  | 1      | 135†   | 19.º† |
| 2009      | Superleague Fórmula                                    | Sevilla FC                                          | 2        | 0         | 0     | 0  | 0      | 253†   | 9.º†  |
| 2009      | Superleague Fórmula                                    | Olympiacos CFP                                      | 6        | 1         | 1     | 1  | 2      | 300†   | 6.º†  |
| 2009      | Fórmula Renault 3.5 Series                             | RC Motorsport                                       | 2        | 0         | 0     | 0  | 0      | 15     | 19.º  |
| 2009      | Turismo Competición 2000                               | Renault Lo Jack Team                                | 3        | 0         | 0     | 0  | 0      | 0      | NC    |
| 2010      | Fórmula Renault 3.5 Series                             | ISR Racing                                          | 14       | 6         | 3     | 4  | 8      | 123    | 3.º   |
| 2010      | Auto GP                                                | Charouz-Gravity Racing                              | 2        | 0         | 0     | 0  | 0      | 5      | 18.º  |
| 2010      | Turismo Competición 2000                               | Toyota Team Argentina                               | 1        | 0         | 1     | 1  | 1      | 0      | NC    |
| 2011      | Indy Lights                                            | Sam Schmidt Motorsports                             | 14       | 3         | 6     | 3  | 6      | 459    | 2.º   |
| 2011      | Turismo Competición 2000                               | Toyota Team Argentina                               | 1        | 1         | 1     | 1  | 1      | 0      | NC    |
| 2012      | Indy Lights                                            | Sam Schmidt Motorsports                             | 12       | 3         | 0     | 2  | 9      | 453    | 2.º   |
| 2013      | Top Race V6                                            | Midas Racing Team                                   | 11       | 0         | 0     | 0  | 1      | ?      | 10.º  |
| 2013      | Turismo Carretera                                      | Oil Competición                                     | 14       | 0         | 0     | 0  | 0      | 181    | 32.º  |
| 2014      | Top Race V6                                            | Guido Guidi Competición                             | 2        | 0         | 0     | 0  | 0      | 0      | -     |
| 2014      | Master de Pilotos                                      | s/d                                                 |          |           |       |    |        |        | 5.º   |
| 2014      | TC Mouras (invitado)                                   | s/d                                                 | 1        | 0         | 0     | 0  | 0      | 0      | NCт   |
| 2014      | Súper TC 2000                                          | Toyota Team Argentina                               | 13       | 0         | 1     | 0  | 1      | 66     | 16.º  |
| 2015      | Súper TC 2000                                          | Toyota Team Argentina                               | 12       | 3         | 0     | 2  | 9      | 453    | 2.º   |
| 2016      | TC 2000                                                | Escudería Río de La Plata                           | 1        | 0         | 0     | 0  | 0      | 0      | -     |
| 2016      | Campeonato Mundial de Turismos                         | Campos Racing                                       | 2        | 0         | 0     | 0  | 0      | 9      | 18.º  |
| 2016      | Súper TC 2000                                          | Toyota Team Argentina                               | 14       | 1         | 0     | 0  | 2      | 111.5  | 7.º   |
| 2016      | Turismo Carretera                                      | Donto Racing                                        | 1        | 1         | 0     | 0  | 1      | -      | -т    |
| 2017      | Súper TC 2000                                          | Citroën Total Racing                                | 12       | 1         | 0     | 1  | 2      | 67.5   | 12.º  |
| 2017      | Campeonato Mundial de Turismos                         | Campos Racing/ Castrol Honda World Touring Car Team | 20       | 3         | 1     | 4  | 5      | 241    | 4.º   |
| 2017      | Porsche Endurance Series - Challenge                   | s/d                                                 | 1        | 0         | 1     | 0  | 1      | 26     | 14.º  |
| 2018      | Copa Mundial de Turismos                               | ALL-INKL.COM Münnich Motorsport                     | 30       | 2         | 0     | 1  | 6      | 267    | 3.º   |
| 2018      | International GT Open - GT3 PRO                        | Honda Racing Team JAS                               | 2        | 0         | 0     | 0  | 0      | 9      | 19.º  |
| 2018      | Súper TC2000                                           | RAM Racing                                          | 1        | 0         | 0     | 0  | 0      | 0      | NCт   |
| 2018      | Stock Car Brasil                                       | Hero Motorsport                                     | 4        | 0         | 0     | 0  | 0      | 13     | 29.º  |
| 2018      | Blancpain GT Series Endurance Cup - Pro-Am             | Castrol Honda Racing                                | 1        | 0         | 0     | 0  | 0      | 14     | 20.º  |
| 2018      | ADAC GT Masters                                        | Honda Team Schubert Motorsport                      | 2        | 0         | 0     | 0  | 0      | 0      | NCт   |
| 2019      | Copa Mundial de Turismos                               | ALL-INKL.COM Münnich Motorsport                     | 30       | 4         | 3     | 3  | 10     | 349    | 2.º   |
| 2019      | 24 Horas de Nürburgring - Clase V4                     | Manheller Racing                                    |          |           |       |    |        |        | 106.º |
| 2019      | Porsche Endurance Series - 4.0                         | s/d                                                 | 1        | 0         | 0     | 0  | 0      | 25     | 20.º  |
| 2020      | Copa Mundial de Turismos                               | ALL-INKL.COM Münnich Motorsport                     | 16       | 4         | 2     | 0  | 5      | 188    | 4.º   |
| 2020      | 24 Horas de Nürburgring - Clase TCR                    | s/d                                                 |          |           |       |    |        |        | 1.º   |
| 2021      | Copa Mundial de Turismos                               | ALL-INKL.COM Münnich Motorsport                     | 15       | 0         | 1     | 0  | 3      | 164    | 6.º   |
| 2021      | TCR South America                                      | Squadra Martino                                     | 2        | 0         | 1     | 0  | 1      | 41     | 19.º  |
| 2022      | Copa Mundial de Turismos                               | ALL-INKL.COM Münnich Motorsport                     | 16       | 0         | 0     | 1  | 2      | 149    | 7.º   |
| 2022      | TCR South America                                      | Squadra Martino                                     | 1        | 1         | 0     | 0  | 1      | 76     | 19.º  |
| 2023      | Campeonato Mundial de Resistencia de la FIA - Hypercar | Floyd Vanwall Racing Team                           | 7        | 0         | 0     | 0  | 0      | 6      | 16.º  |
| 2023      | TCR South America                                      | Bratton Tito Bessone Team                           | 4        | 1         | 0     | 1  | 2      | 115    | 13.º  |
| 2023      | TCR World Tour                                         | Bratton Tito Bessone Team                           | 4        | 0         | 0     | 0  | 0      | 26     | 21.º  |
| 2024      | TCR World Tour                                         | GOAT Racing                                         | 14       | 1         | 0     | 1  | 7      | 291    | 4.º   |
| Fuente:   |                                                        |                                                     |          |           |       |    |        |        |       |

- † Estadísticas del equipo.
- т No acumuló puntos ya que era piloto invitado puntos.

## Resultados

### Fórmula 3000 Internacional
(Clave) (negrita indica pole position) (cursiva indica vuelta rápida)

| Año  | Escudería | 1       | 2     | 3       | 4     | 5     | 6      | 7     | 8     | 9     | 10    | Pos. | Puntos |
| ---- | --------- | ------- | ----- | ------- | ----- | ----- | ------ | ----- | ----- | ----- | ----- | ---- | ------ |
| 2004 | BCN F3000 | IMO Ret | CAT 5 | MON Ret | NÜR 4 | MAG 6 | SIL 15 | HOC 3 | HUN 5 | SPA 7 | MNZ 5 | 7.º  | 28     |

### Fórmula 3 Euroseries
(Clave) (negrita indica pole position) (cursiva indica vuelta rápida)

| Año  | Escudería               | Chasis           | Motor    | 1         | 2       | 3        | 4       | 5       | 6        | 7        | 8        | 9        | 10        | 11        | 12      | 13       | 14       | 15      | 16       | 17       | 18       | 19      | 20       | Pos. | Puntos |
| ---- | ----------------------- | ---------------- | -------- | --------- | ------- | -------- | ------- | ------- | -------- | -------- | -------- | -------- | --------- | --------- | ------- | -------- | -------- | ------- | -------- | -------- | -------- | ------- | -------- | ---- | ------ |
| 2005 | Team Midland Euroseries | Dallara F305/034 | Toyota   | HOC 1 Ret | HOC 2 6 | PAU 1 19 | PAU 2 9 | SPA 1 7 | SPA 2 15 | MON 1 17 | MON 2 10 | OSC 1 11 | OSC 2 7   | NOR 1 11  | NOR 2 9 | NÜR 1 14 | NÜR 2 12 | ZAN 1 6 | ZAN 2 12 | LAU 1 16 | LAU 2 10 | HOC 1 7 | HOC 2 17 | 16.º | 12     |
| 2006 | Manor Motorsport        | Dallara F305/020 | Mercedes | HOC 1 14  | HOC 2 3 | LAU 1    | LAU 2 5 | OSC 1 2 | OSC 2 3  | BRH 1 16 | BRH 2 12 | NOR 1 10 | NOR 2 DNS | NÜR 1 Ret | NÜR 2 5 | ZAN 1 8  | ZAN 2 4  | CAT 1 3 | CAT 2 7  | LMS 1 6  | LMS 2 8  | HOC 1   | HOC 2 4  | 4.º  | 58     |
| 2007 | Ultimate Motorsport     | Mygale M07/002   | Mercedes | HOC 1     | HOC 2   | BRH 1    | BRH 2   | NOR 1   | NOR 2    | MAG 1 15 | MAG 2 5  | MUG 1    | MUG 2     | ZAN 1     | ZAN 2   | NÜR 1    | NÜR 2    | CAT 1   | CAT 2    | NOG 1    | NOG 2    | HOC 1   | HOC 2    | NC†  | 0†     |

- † Era piloto invitado, por lo que no sumó puntos.

### Fórmula Renault 3.5 Series
(Clave) (negrita indica pole position) (cursiva indica vuelta rápida)

| Año  | Escudería          | 1         | 2         | 3         | 4       | 5     | 6        | 7       | 8         | 9        | 10       | 11      | 12        | 13       | 14        | 15      | 16        | 17      | Pos. | Puntos |
| ---- | ------------------ | --------- | --------- | --------- | ------- | ----- | -------- | ------- | --------- | -------- | -------- | ------- | --------- | -------- | --------- | ------- | --------- | ------- | ---- | ------ |
| 2007 | Fortec Motorsport  | MOZ 1     | MOZ 2     | NÜR 1     | NÜR 2   | MON 1 | HUN 1    | HUN 2   | SPA 1     | SPA 2    | DON 1    | DON 2   | MAG 1 Ret | MAG 2 21 | EST 1     | EST 2   | CAT 1     | CAT 2   | 39.º | 0      |
| 2008 | Ultimate Signature | MOZ 1     | MOZ 2     | SPA 1     | SPA 2   | MON 1 | SIL 1 22 | SIL 2 4 | HUN 1 Ret | HUN 2 12 | NÜR 1 12 | NÜR 2 9 | LEM 1 4   | LEM 2 3  | EST 1 5   | EST 2 6 | CAT 1 Ret | CAT 2 1 | 8.º  | 62     |
| 2009 | RC Motorsport      | CAT 1     | CAT 2     | SPA 1     | SPA 2   | MON 1 | HUN 1    | HUN 2   | SIL 1     | SIL 2    | LEM 1    | LEM 2   | ALG 1     | ALG 2    | NÜR 1     | NÜR 2   | ALC 1 5   | ALC 2 4 | 19.º | 15     |
| 2010 | ISR Racing         | ALC 1 Ret | ALC 2 Ret | SPA 1 DNS | SPA 2 1 | MON 1 | BRN 1    | BRN 2 1 | MAG 1 2   | MAG 2 10 | HUN 1    | HUN 2   | HOC 1 2   | HOC 2 1  | SIL 1 DSQ | SIL 2 1 | CAT 1 4   | CAT 2 1 | 3.º  | 123    |

### Superleague Fórmula
(Clave) (negrita indica pole position) (cursiva indica vuelta rápida)

| Año  | Club                                   | 1   | 2   | 3     | 4     | 5      | 6      | 7     | 8      | 9     | 10    | 11    | 12     | Pos. | Puntos |
| ---- | -------------------------------------- | --- | --- | ----- | ----- | ------ | ------ | ----- | ------ | ----- | ----- | ----- | ------ | ---- | ------ |
| 2009 | Al Ain FC Ultimate Motorsport          | MAG | MAG | ZOL 6 | ZOL 1 |        |        |       |        |       |       |       |        | 19.º | 135    |
| 2009 | Sevilla FC Ultimate Motorsport         |     |     |       |       | DON 11 | DON 13 |       |        |       |       |       |        | 9.º  | 253    |
| 2009 | Olympiacos CFP GU-Racing International |     |     |       |       |        |        | EST 1 | EST 14 | MNZ 2 | MNZ 4 | JAR 8 | JAR 10 | 6.º  | 300    |

#### Super Final
| Año  | 1   | 2       | 3       | 4     | 5       | 6       |
| ---- | --- | ------- | ------- | ----- | ------- | ------- |
| 2009 | MAG | ZOL N/A | DON DNQ | EST 2 | MNZ DNQ | JAR DNQ |

### Turismo Competición 2000
(Clave) (negrita indica pole position) (cursiva indica vuelta rápida)

| Año  | Equipo                | Auto              | 1   | 2   | 3   | 4   | 5   | 6   | 7   | 8   | 9   | 10  | 11  | 12  | 13  | Pos. | Puntos |
| ---- | --------------------- | ----------------- | --- | --- | --- | --- | --- | --- | --- | --- | --- | --- | --- | --- | --- | ---- | ------ |
| 2009 |                       |                   | AG  | GR  | OBE | SMM | TRH | RES | BA  | CEN | SFE | SFE | SJU | SJU | PDF | -    | -      |
| 2009 | Renault Lo Jack Team  | Renault Mégane II |     |     |     |     | 13  |     | Ret |     |     |     |     |     | Ret | -    | -      |
| 2010 |                       |                   | PDE | SMM | GR  | AG  | RES | TRH | LR  | SFE | SFE | CEN | OBE | BA  | PDF | -    | -      |
| 2010 | Toyota Team Argentina | Toyota Corolla X  |     |     |     |     |     |     |     |     |     |     |     | 3   |     | -    | -      |
| 2011 |                       |                   | GR  | SFE | SFE | SMM | SJU | RES | AG  | TRH | LPL | TRE | JUN | PDF | PAR | -    | -      |
| 2011 | Toyota Team Argentina | Toyota Corolla X  |     |     |     |     |     |     |     |     | 1   |     |     |     |     | -    | -      |

#### Copa Endurance Series
| Año  | Equipo               | Auto              | 1   | 2   | 3   | Pos. | Puntos |
| ---- | -------------------- | ----------------- | --- | --- | --- | ---- | ------ |
| 2009 |                      |                   | TRH | BA  | PDF | -    | 0      |
| 2009 | Renault Lo Jack Team | Renault Mégane II | 13  | Ret | Ret | -    | 0      |

### Indy Lights
(Clave) (negrita indica pole position) (cursiva indica vuelta rápida)

| Año  | Escudería               | 1     | 2      | 3     | 4      | 5     | 6      | 7     | 8      | 9       | 10    | 11    | 12     | 13     | 14    | Pos. | Puntos |
| ---- | ----------------------- | ----- | ------ | ----- | ------ | ----- | ------ | ----- | ------ | ------- | ----- | ----- | ------ | ------ | ----- | ---- | ------ |
| 2011 | Sam Schmidt Motorsports | STP 6 | ALA 15 | LBH 2 | INDY 2 | MIL 1 | IOW 12 | TOR 4 | EDM1 1 | EDM2 14 | TRO 1 | NHM 5 | BAL 12 | KTY 10 | LVS 2 | 2.º  | 459    |
| 2012 | Sam Schmidt Motorsports | STP 2 | BAR 3  | LBH 1 | INDY 1 | DET 7 | MIL 3  | IOW 1 | TOR 6  | EDM 3   | TRO 4 | BAL 3 | FON 3  |        |       | 2.º  | 453    |

### Súper TC 2000
(Clave) (negrita indica pole position) (cursiva indica vuelta rápida)

| Año  | Equipo                                  | Auto              | 1    | 2   | 3   | 4    | 5   | 6    | 7   | 8   | 9   | 10  | 11    | 12  | 13    | 14    | Pos. | Puntos |
| ---- | --------------------------------------- | ----------------- | ---- | --- | --- | ---- | --- | ---- | --- | --- | --- | --- | ----- | --- | ----- | ----- | ---- | ------ |
| 2014 |                                         |                   | RAF  | VIE | AG  | ROS  | TOA | BA   | RES | SFE | SFE | SJU | TRH   | COD | PDF   |       | 16.º | 66     |
| 2014 | Toyota Team Argentina                   | Toyota Corolla X  | Ret  | 19  | Ret | Ret  | 6   |      |     |     |     |     |       |     |       |       | 16.º | 66     |
| 2014 | Toyota Team Argentina                   | Toyota Corolla XI |      |     |     |      |     | Ret  | 13  | 12  | Ret | Ret | 6     | Ret | 3     |       | 16.º | 66     |
| 2015 |                                         |                   | JUN  | ROS | OBE | TRH  | RAF | SL I | SFE | SFE | TOA | GR  | SMM   | AG  | SL II |       | 8.º  | 105    |
| 2015 | Toyota Team Argentina                   | Toyota Corolla XI | 6    | 4   | 9   | 19   | 17  | 1    | Ret | DSQ | Ret | 14  | Ret   | 2   | 10    |       | 8.º  | 105    |
| 2016 |                                         |                   | TRE  | ROS | SMM | AG I | TRH | OBE  | BA  | SFE | SFE | TOA | SJU   | GR  | GR    | AG II | 7.º  | 111,5  |
| 2016 | Toyota Team Argentina                   | Toyota Corolla XI | 6    | 14  | 13  | 5    | Ret | 9    | 8   | Ret | 11  | 3   | 1     | 12  | Ret   | Ret   | 7.º  | 111,5  |
| 2017 |                                         |                   | BA I | PDF | SMM | ROS  | ROS | TRH  | RAF | OBE | SFE | SFE | BA II | SJU | GR    | AG    | 11.º | 96,5   |
| 2017 | Citroën Total Racing Súper TC 2000 Team | Citroën C4 II     | 19   | 13  | 11  | Ret  | Ret | 1    | 9   | Ret | 4   | DSQ | 20†   | 7   | Ret   | 3     | 11.º | 96,5   |
| 2018 |                                         |                   | BA I | ROS | ROS | SMM  | PDF | RAF  | SJU | OBE | SFE | SFE | TRH   | SNI | BA II | AG    | -    | -      |
| 2018 | RAM Racing                              | Honda Civic X     |      |     |     |      |     |      |     |     |     |     |       |     | 12    |       | -    | -      |

### TC 2000
(Clave) (negrita indica pole position) (cursiva indica vuelta rápida)

| Año  | Equipo                    | Auto             | 1   | 2   | 3     | 4     | 5    | 6    | 7   | 8   | 9  | 10 | 11  | 12  | 13    | 14    | 15     | 16     | 17  | 18  | 19 | 20 | 21 | 22  | 23  | Pos. | Puntos |
| ---- | ------------------------- | ---------------- | --- | --- | ----- | ----- | ---- | ---- | --- | --- | -- | -- | --- | --- | ----- | ----- | ------ | ------ | --- | --- | -- | -- | -- | --- | --- | ---- | ------ |
| 2016 |                           |                  | SMM | SMM | CON I | CON I | BA I | BA I | SJO | SJO | LP | LP | CDU | CDU | BA II | BA II | CON II | CON II | RAF | RAF | AG | RC | RC | PAR | PAR | -    | -      |
| 2016 | Escudería Río de la Plata | Toyota Corolla X |     |     |       |       |      |      |     |     |    |    |     |     |       |       |        |        |     |     | 13 |    |    |     |     | -    | -      |

### Campeonato Mundial de Turismos
(Clave) (negrita indica pole position) (cursiva indica vuelta rápida)

| Año     | Escudería             | Coche                   | 1     | 2        | 3       | 4       | 5       | 6       | 7       | 8       | 9         | 10      | 11      | 12      | 13    | 14       | 15        | 16      | 17      | 18      | 19       | 20      | 21    | 22    | Pos. | Puntos |
| ------- | --------------------- | ----------------------- | ----- | -------- | ------- | ------- | ------- | ------- | ------- | ------- | --------- | ------- | ------- | ------- | ----- | -------- | --------- | ------- | ------- | ------- | -------- | ------- | ----- | ----- | ---- | ------ |
| 2016    | Campos Racing         | Chevrolet RML Cruze TC1 | FRA 1 | FRA 2    | SVK 1   | SVK 2   | HUN 1   | HUN 2   | MAR 1   | MAR 2   | GER 1     | GER 2   | RUS 1   | RUS 2   | POR 1 | POR 2    | ARG 1 Ret | ARG 2 6 | JPN 1   | JPN 2   | CHN 1    | CHN 2   | QAT 1 | QAT 2 | 17.º | 9      |
| 2017    | Campos Racing         | Chevrolet RML Cruze TC1 | MAR 1 | MAR 2 13 | ITA 1 4 | ITA 2 8 | HUN 1 6 | HUN 2 6 | GER 1 5 | GER 2 8 | POR 1 Ret | POR 2 8 | ARG 1 3 | ARG 2 4 | CHN 1 | CHN 2 6‡ |           |         |         |         |          |         |       |       | 4.º  | 241    |
| 2017    | Honda Racing Team JAS | Honda Civic WTCC        |       |          |         |         |         |         |         |         |           |         |         |         |       |          | JPN 1 3   | JPN 2 4 | MAC 1 6 | MAC 2 4 | QAT 1 10 | QAT 2 1 |       |       | 4.º  | 241    |
| Fuente: |                       |                         |       |          |         |         |         |         |         |         |           |         |         |         |       |          |           |         |         |         |          |         |       |       |      |        |

### Copa Mundial de Turismos
(Clave) (negrita indica pole position) (cursiva indica vuelta rápida)

| Año     | Equipo                          | Auto                         | 1   | 2   | 3   | 4   | 5   | 6   | 7   | 8   | 9   | 10  | 11  | 12  | 13  | 14  | 15  | 16  | 17  | 18  | 19  | 20  | 21  | 22  | 23  | 24  | 25  | 26  | 27  | 28  | 29  | 30  | Pos. | Pts. |
| ------- | ------------------------------- | ---------------------------- | --- | --- | --- | --- | --- | --- | --- | --- | --- | --- | --- | --- | --- | --- | --- | --- | --- | --- | --- | --- | --- | --- | --- | --- | --- | --- | --- | --- | --- | --- | ---- | ---- |
| 2018    |                                 |                              | MAR | MAR | MAR | HUN | HUN | HUN | ALE | ALE | ALE | NED | NED | NED | POR | POR | POR | SVK | SVK | SVK | CHN | CHN | CHN | CHW | CHW | CHW | JAP | JAP | JAP | MAC | MAC | MAC | 3.º  | 267  |
| 2018    | ALL-INKL.COM Münnich Motorsport | Honda Civic Type-R TCR (FK8) | 6   | 8   | 14  | 2   | 5   | 22  | Ret | 1   | 8   | 6   | 7   | 4   | 2   | Ret | 13  | Ret | 8   | Ret | 2   | 3   | Ret | 7   | 13  | 4   | 4   | Ret | 19  | 6   | 5   | 1   | 3.º  | 267  |
| 2019    |                                 |                              | MAR | MAR | MAR | HUN | HUN | HUN | SVK | SVK | SVK | NED | NED | NED | ALE | ALE | ALE | POR | POR | POR | CHN | CHN | CHN | JAP | JAP | JAP | MAC | MAC | MAC | MYS | MYS | MYS | 2.º  | 349  |
| 2019    | ALL-INKL.COM Münnich Motorsport | Honda Civic Type-R TCR (FK8) | 1   | 4   | 4   | 3   | 5   | Ret | 15  | 2   | 6   | 11  | 1   | 8   | 2   | 6   | 3   | 24  | 3   | Ret | 19  | Ret | Ret | 1   | 10  | 2   | 24  | 4   | 10  | 4   | 1   | 22  | 2.º  | 349  |
| 2020    |                                 |                              | BEL | BEL | ALE | ALE | SVK | SVK | SVK | HUN | HUN | HUN | ESP | ESP | ESP | ARA | ARA | ARA |     |     |     |     |     |     |     |     |     |     |     |     |     |     | 4.º  | 188  |
| 2020    | ALL-INKL.COM Münnich Motorsport | Honda Civic Type-R TCR (FK8) | Ret | 13  | 1   | 5   | 4   | 3   | 7   | 1   | 7   | 1   | 13  | 10  | 9   | 1   | Ret | 18  |     |     |     |     |     |     |     |     |     |     |     |     |     |     | 4.º  | 188  |
| 2021    |                                 |                              | ALE | ALE | POR | POR | ESP | ESP | HUN | HUN | CZE | CZE | FRA | FRA | ITA | ITA | RUS | RUS |     |     |     |     |     |     |     |     |     |     |     |     |     |     | 6.º  | 164  |
| 2021    | ALL-INKL.COM Münnich Motorsport | Honda Civic Type-R TCR (FK8) | 4   | 12  | 5   | 8   | 15  | 11  | 8   | 8   | 2   | 3   | 4   | 7   | 3   | 6   | Ret | DNS |     |     |     |     |     |     |     |     |     |     |     |     |     |     | 6.º  | 164  |
| 2022    |                                 |                              | FRA | FRA | ALE | ALE | HUN | HUN | ESP | ESP | POR | POR | ITA | ITA | ALS | ALS | BAR | BAR | ARA | ARA |     |     |     |     |     |     |     |     |     |     |     |     | 7.º  | 149  |
| 2022    | ALL-INKL.COM Münnich Motorsport | Honda Civic Type-R TCR (FK8) | 2   | 5   | C   | C   | 9   | 10  | 11  | 11  | Ret | Ret | 7   | 10  | 10  | 10  | 8   | 2   | 11  | 11  |     |     |     |     |     |     |     |     |     |     |     |     | 7.º  | 149  |
| Fuente: |                                 |                              |     |     |     |     |     |     |     |     |     |     |     |     |     |     |     |     |     |     |     |     |     |     |     |     |     |     |     |     |     |     |      |      |

### TCR South America
(Clave) (negrita indica pole position) (cursiva indica vuelta rápida)

| Año  | Equipo                    | Auto                         | 1   | 2   | 3   | 4   | 5   | 6   | 7   | 8   | 9   | 10  | 11  | 12  | 13  | 14  | 15  | 16  | 17  | 18  | Pos. | Pts. |
| ---- | ------------------------- | ---------------------------- | --- | --- | --- | --- | --- | --- | --- | --- | --- | --- | --- | --- | --- | --- | --- | --- | --- | --- | ---- | ---- |
| 2021 |                           |                              | INT | INT | CUR | RIV | RIV | EPI | EPI | RCU | RCU | BA  | AG  | AG  | CDU | CDU |     |     |     |     | 19.º | 41   |
| 2021 | Squadra Martino           | Honda Civic Type-R TCR (FK7) |     |     | Ret |     |     |     |     |     |     | 3   |     |     |     |     |     |     |     |     | 19.º | 41   |
| 2022 |                           |                              | VEL | VEL | INT | GOI | GOI | RIV | RIV | EPI | EPI | TRH | BA  | BA  | VIL | VIL |     |     |     |     | 19.º | 76   |
| 2022 | Squadra Martino           | Honda Civic Type-R TCR (FK7) |     |     |     |     |     |     |     |     |     | 1   |     |     |     |     |     |     |     |     | 19.º | 76   |
| 2023 |                           |                              | AG  | AG  | ROS | ROS | TRH | INT | RIV | RIV | EPI | EPI | LAP | LAP | VLP | VLP | VEL | VEL | CAS | CAS | 13°  | 115  |
| 2023 | Bratton Tito Bessone Team | Toyota Corolla GRS TCR       |     |     |     |     |     |     |     |     | 3   | 1   | 6   | 4   |     |     |     |     |     |     | 13°  | 115  |

### Campeonato Mundial de Resistencia de la FIA
(Clave) (negrita indica pole position) (cursiva indica vuelta rápida)

| Año  | Escudería                 | Clase    | Automóvil                     | 1   | 2   | 3   | 4   | 5   | 6   | 7   | Pos. | Puntos | Ref.   |
| ---- | ------------------------- | -------- | ----------------------------- | --- | --- | --- | --- | --- | --- | --- | ---- | ------ | ------ |
| 2023 | Floyd Vanwall Racing Team | Hypercar | Vanwall Vandervell 680-Gibson | SEB | POR | SPA | LMS | MNZ | FUJ | BHR | 16.º | 6      | [ 38 ] |
| 2023 | Floyd Vanwall Racing Team | Hypercar | Vanwall Vandervell 680-Gibson | 8   | Ret | Ret | Ret | 12  | 11  | 12  | 16.º | 6      | [ 38 ] |

### 24 Horas de Le Mans
| Año  | Escudería                 | Copilotos                    | Automóvil                     | Clase    | Vueltas | Pos. | Pos. Clase |
| ---- | ------------------------- | ---------------------------- | ----------------------------- | -------- | ------- | ---- | ---------- |
| 2023 | Floyd Vanwall Racing Team | Tom Dillmann Tristan Vautier | Vanwall Vandervell 680-Gibson | Hypercar | 165     | DNF  | DNF        |

### TCR World Tour
(Clave) (negrita indica pole position) (cursiva indica vuelta rápida)

| Año  | Equipo                    | Auto                         | 1   | 2   | 3   | 4   | 5   | 6   | 7   | 8   | 9   | 10  | 11  | 12  | 13  | 14  | 15  | 16  | 17  | 18  | 19  | 20  | Pos. | Pts. |
| ---- | ------------------------- | ---------------------------- | --- | --- | --- | --- | --- | --- | --- | --- | --- | --- | --- | --- | --- | --- | --- | --- | --- | --- | --- | --- | ---- | ---- |
| 2023 |                           |                              | POR | POR | SPA | SPA | VAL | VAL | HUN | HUN | EPI | EPI | LAP | LAP | SID | SID | SID | BAT | BAT | BAT | MAC | MAC | 21°  | 26   |
| 2023 | Bratton Tito Bessone Team | Toyota Corolla GRS TCR       |     |     |     |     |     |     |     |     | 12  | 10  | 11  | 10  |     |     |     |     |     |     |     |     | 21°  | 26   |
| 2024 |                           |                              | VAL | VAL | MAR | MAR | MID | MID | INT | INT | EPI | EPI | ZHU | ZHU | MAC | MAC |     |     |     |     |     |     | °    |      |
| 2024 | GOAT Racing               | Honda Civic Type-R TCR (FL5) | 3   | 8   | 9   | 2   | 5   | 3   | 1   | 4   |     |     |     |     |     |     |     |     |     |     |     |     | °    |      |